# Classica di San Sebastián 1995
La Classica di San Sebastián 1995, quindicesima edizione della corsa e valevole come ottava prova della Coppa del mondo 1995, si svolse il 12 agosto 1995, per un percorso totale di 230 km. Fu vinta dallo statunitense Lance Armstrong, al traguardo con il tempo di 5h31'17" alla media di 41,656 km/h.
Partenza a San Sebastián con 192 ciclisti di cui 161 portarono a termine il percorso.

## Ordine d'arrivo (Top 10)
| Pos. | Corridore           | Squadra       | Tempo    |
| ---- | ------------------- | ------------- | -------- |
| 1    | Lance Armstrong     | Motorola      | 5h31'17" |
| 2    | Stefano Della Santa | Mapei-GB      | a 2"     |
| 3    | Johan Museeuw       | Mapei-GB      | a 27"    |
| 4    | Laurent Jalabert    | ONCE          | s.t.     |
| 5    | Gianni Bugno        | MG Maglificio | s.t.     |
| 6    | Leonardo Piepoli    | Refin         | a 30"    |
| 7    | Maximilian Sciandri | MG Maglificio | a 1'50"  |
| 8    | Frank Vandenbroucke | Mapei-GB      | s.t.     |
| 9    | Miguel Indurain     | Banesto       | s.t.     |
| 10   | Bruno Cenghialta    | Gewiss        | s.t.     |